# Грішний янгол (фільм, 1962)
«Грішний янгол» — радянський дитячий драматичний фільм 1962 року режисера Геннадія Казанського.

## Сюжет
Чотирнадцятирічна Віра Телегіна вперше побачила море, про яке мріяла з дитинства. Але тут вона опинилася випадково. Коли її батьків репресували, вона залишилася одна. Старшина міліції Ставріді, дізнавшись про біду дівчинки, влаштував її в школу-інтернат. Багато чого довелося пережити Вірі, не раз вона була на межі відчаю. Але участь нових друзів, допомога і співчуття дорослих допомогли Вірі дожити до весни 1953 року, коли прийшла довгоочікувана телеграма від батьків.

## У ролях
- Ольга Красіна —  Віра Телегіна
- Микола Волков —  Денис Антонович Сімбірцев, директор школи-інтернату
- Ніна Веселовська —  Людмила Василівна Молчанова, вчителька російської мови і літератури, завуч школи
- Геннадій Фролов —  Іван Спиридонович Маркічев, вчитель праці, секретар парторганізації школи
- Юрій Медведєв —  Клименко, вчитель математики на прізвисько «Колобок»
- Борис Чирков —  релігійний старий
- Марк Перцовський —  Христофор Ставріді, старшина міліції
- Галина Волчек —  Афродіта, дружина Ставріді
- Олексій Кожевников —  Кирило Петрович Зарічний, колишній кримінальник Кирюша на прізвисько «Філін»
- Валерій Денисов —  Юра Соломатін, голова ради дружини школи
- Микола Мельников —  Каретников
- Сосо Абрамашвілі —  Кохеладзе
- Світлана Балашова —  Наташа
- Борис Бархатов —  Шурик Кондаков
- Олег Солюс —  Олександр Данилович Телегін, батько Віри
- Галина Кареліна —  мати Віри Телєгіної
- Микола Харитонов —  дядько Сергій
- Любов Малиновська —  Клавдія Петрівна, вчителька
- Борис Рижухін —  Микола Миколайович, вчитель хімії
- Роза Свердлова —  вчителька

## Знімальна група
- Режисер — Геннадій Казанський
- Сценарист — Михайло Берестинський
- Оператор — Музакір Шуруков
- Композитор — Надія Симонян
- Художник — Семен Малкін